# Hyposoter longulus
Hyposoter longulus är en stekelart som först beskrevs av Thomson 1887.  Hyposoter longulus ingår i släktet Hyposoter och familjen brokparasitsteklar. Arten är reproducerande i Sverige. Inga underarter finns listade i Catalogue of Life.